# Forest Able
Modèle:Voir homonymes!Able

Forest Edward « Frosty » Able, né le 27 juillet 1932 à Fairdale dans le Kentucky, est un joueur professionnel de basket-ball.
Forest Able effectue sa carrière universitaire à l'université de Western Kentucky, affichant des moyennes de 14,4 points et 5,2 rebonds par match. En 2011, il est intronisé au Western Kentucky University Hall of Fame .
Il est sélectionné au troisième tour de la Draft 1956 de la NBA par les Nationals de Syracuse. Il ne joue qu'une minute en NBA.